# 영흥로
영흥로(Yeongheung-ro)는 인천광역시 옹진군 영흥면에 있는 도로로, 총 연장은 7.566 km이다. 도로의 명칭이 유래된 것은 행정 구역명인 영흥을 이용하여 영흥로로 부여되었다.

## 역사
- 2009년 2월 3일 : 도로명으로 영흥로를 고시

## 주요 경유지
- 옹진군
  - 영흥면 (내리, 외리 일부)

## 접촉하는 도로
- 영흥북로
- 내동로
- 영흥남로
- 영흥서로
- 선재로 (직결)

## 주요 건물 및 시설
- 진두선착장 공중화장실 (영흥로 108/내리 8-90)
- 영흥빌딩 (영흥로 150/내리 8-44)
- 보리밥,해물나라 (영흥로 162/내리 8-40)
- 백령할인마트 (영흥로 164-10/내리 8-30)
- 성인자동차공업사 (영흥로 246/내리 182-5)
- 성인빌딩 (영흥로 248/내리 182-5)
- 영흥컴퓨터 (영흥로 252/내리 182-2)
- 동방개발 (영흥로 255/내리 182-19)
- 신흥여관 (영흥로 263/내리 196-13)
- 영흥카센터 (영흥로 275/내리 203-10)
- 창의교육 (영흥로 298/내리 213-4)
- 엄마손백반 (영흥로 300/내리 213-6)
- 내3리마을회관 (영흥로 335/내리 219-67)
- 붉은노리민박 (영흥로 358/내리 238-97)
- 중앙수퍼 (영흥로 366/내리 238-71)
- 래미안부동산컨설팅 (영흥로 372/내리 238-51)
- 트윈빌 (영흥로 388/내리 238-94)
- 영흥우체국 (영흥로 410/내리 238-52)
- 타잔원룸 (영흥로 418/내리 238-72)
- 영흥레저골프클럽 (영흥로 419/내리 238-14)
- 영흥리조트 (영흥로 421/외리 705-3)
- 삼성부동산 (영흥로 434/내리 238-370)
- 영흥초등학교 (영흥로 440-8/내리 237)
- OK할인마트 (영흥로 442/내리 242-1)
- 장원토종마을 (영흥로 471/외리 707-54)
- 동일건설 (영흥로 472/내리 270-2)
- 신촌설렁탕 (영흥로 494/내리 277-1)
- 청솔마을빌라 (영흥로 502/내리 283-1)
- 미몽2 (영흥로 504/내리 284)
- 합동전기 (영흥로 516/내리 288-3)
- 금강식당 (영흥로 530/내리 1469-1)
- 내4리경로당 (영흥로 534/내리 1468-1)
- 하나계전 (영흥로 539/내리 1432-1)
- 스마트빌 (영흥로 616/내리 1439-105)
- 도시탈출휴게소 (영흥로 626/내리 1439-1)
- 찔레꽃민박 (영흥로 629/내리 1346-7)
- 닐리리노래방 (영흥로 649/내리 1346-12)
- 장경리바지락손칼국수 (영흥로 651/내리 1346-1)
- 오페라하우스 (영흥로 672/내리 1336-7)
- 미림펜션 (영흥로 679/내리 1562-2)
- 장경리 펜션 (영흥로 680/내리 1339-4)
- 산내들펜션 (영흥로 691/내리 1565-3)
- 추억민박 (영흥로 692/내리 1651-16)
- 봄날은간다민박 (영흥로 698/내리 1651-5)
- 전망좋은통나무집 (영흥로 702/내리 1651-11)
- 바다와 들녘 (영흥로 704/내리 1651-9)
- 메종드락민박 (영흥로 708/내리 1651-25)
- 성광민박 (영흥로 720/내리 1333)
- 내6리 다목적회관 (영흥로 733/내리 1655)
- SWEET HOUSE (영흥로 740/내리 1666-1)
- 장경리해수욕장 (영흥로 741/내리 1666-2)
- YMCA영흥해양센터 (영흥로 751/내리 1675-1)
- 쉬리모텔 (영흥로 752/내리 1672-4)
- 해랑 (영흥로 756/내리 1672-4)

## 같이 보기
- 영흥도
- 영흥면
- 영흥대교